# ヴェスニン兄弟

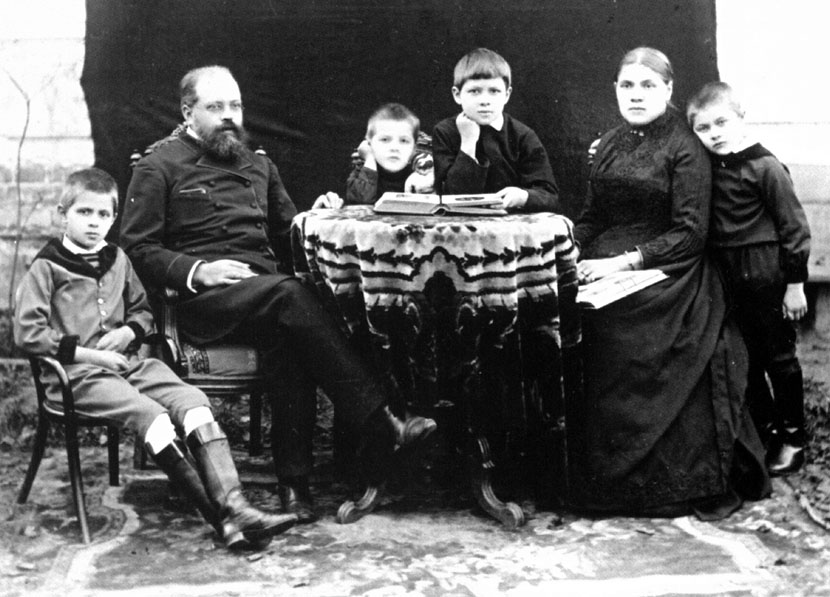
1890年ごろに撮られた家族写真。左から、ヴィクトル・ヴェスニン、アレクサンドル・ヴェスニン(父),Lidia Vesnina (姉妹), レオニード・ヴェスニン、Yelizaveta Vesnina (母)、アレクサンドル・ヴェスニン

ヴェスニン兄弟（Vesnin brothers）は、ロシアの建築家で、レオニード・ヴェスニン（1880年-1933年)、ヴィクトル・ヴェスニン（1882年-1950年) アレクサンドル・ヴェスニン（1883年-1959年)の3兄弟をさす。
ロシア・アヴァンギャルドの代表的建築家で、3人の兄弟は年齢が近いことの他、それぞれがそれぞれの得意分野を発揮し、密な協力関係によっていくつかの優れた建築作品を残している。社会学方面と地域計画的なデザインアプローチを主とする現代建築家同盟「オサ」（OSA）の創立者。
1920年代と1930年代初頭まで構成主義建築の支配的なソ連の建築学校において指導者として君臨。
なお、各兄弟の共同作業に対する個々の活動に関する正確な推定は、依然として論争と推測の問題がはらんでいる。それにもかかわらず、歴史家は1923年と1925年の間にヴェスニン兄弟によって早期構成主義においてアレクサンドルの主導的な役割を指摘。アレクサンドルとしても、舞台デザイナーそして抽象画家として建築外で最も顕著な経歴を持っていた。
兄弟の建築における最も初期の協働は1906年にさかのぼる。1910年から1916年の間に、モスクワに本拠を置く家族会社は、モスクワとニジニ・ノヴゴロドにいくつかの公的・私的建物を設計し建てるが、当時はスタイルは新古典主義に向かい装飾的な傾向をみせていた。ロシア南北戦争の間、レオニードとウィクトルは産業プロジェクトと教育に専念し、アレクサンドルは劇場のステージデザイナーとして成功した。
1922年、3人の兄弟は前衛的なコンセプトを取り入れて再会し、建物や現代建設技術の機能を重視した現代建築のビジョンを開発。ヴェスニン兄弟は、1922年から1925年の間に建築設計競技や、アレクサンドルが議長を務めるOSAグループの活動と出版を通じ、建築職能のリーダーシップを獲得。南北戦争の戦後不況から回復した経済にのって、ドニエプル水力発電所やモスクワのリッハチェフパレスのような有名な建設プロジェクトで報われていた。
1933年レオニードの死は、独立した芸術組合とモダニストの建築に対する政府の取り締まりの台頭という時代性と一致していた。ウィクトルは、ソビエト建築家連合（1939-1949）からソビエトアカデミー初代会長になり、工業建築と連邦政府統治の管理において大きな成功を収めた。アレクサンドルは、スターリン主義建築の台頭に対応することに失望し、静かに公共の職から撤退した。
2016年、モスクワにヴェスニン兄弟大通り（Бульвар_Братьев_Весниных）が出現。2021年、建築家ヴェスニンの記念碑が兄弟がかつて都市設計を手掛けたバシコルトスタン共和国バシキリアのオクチャーブリスキー市 (ru:Октябрьский (город)) にオープンした。

## 主な代表作
- モスクワ・ニコスルコエ郊外住宅地開発（ヴェスニン兄弟、1908年）
- ヤロスラヴリ・ヴォルコフ劇場（1908年、建設のコンペ設計当選案、実施されず）
- モスクワ絵画・彫刻・建築学校（Московское_училище_живописи,_ваяния_и_зодчества）ファサードのコンペティション案（1910年、コンペ第1位案、実施されず）
- N. L. タラソフの個人住宅のプロジェクト案（1910 年、モスクワ、実現せず）
- クズネツォフアパート（Доходный_дом_И._Е._Кузнецова、B.M.ヴェリコフスキー、A.A.ヴェスニン、V.A.ヴェスニン、1910年）
- モスクワ建築協会（Московское_архитектурное_общество）建物コンペプロジェクト案（1911年、モスクワ、実施されず）
- モスクワ中央郵便局ファザード（郵便局はオスカー・ルドルフヴィッチ・ムンツ（Мунц,_Оскар_Рудольфович）の設計、モスクワ、ミャスニツカヤ通り 26 番地。ヴェスニン兄弟、1911年）
- ベルクブラザース・アパートのコンペ企画1等案（1912年、モスクワ、プレチステンカ通り、未完）
- ジュンカー銀行ビル（Дом_банка_и_торгового_дома_«И._В._Юнкер_и_Ко»）ファサード（ヴェスニン兄弟、モスクワ、クズネツキー大通り16番地、1913年）
- カトゥンキの教会（ヴェスニン兄弟、1913年）
- スクマニハ村V. A. バーリン氏の邸宅内の乗馬アリーナ（ヴェスニン兄弟、1913年）
- シロトキン邸Дом_Сироткина_(Верхне-Волжская_набережная（ニジニ・ノヴゴロド,  天井画はアレクサンドル、1913年-1916年）
- ローラのアパート建設プロジェクト案（1913年、モスクワ、スレテンカ通り、実現せず）
- ロシア国立博物館のプロジェクト案（1914年、モスクワ、実現せず）
- マンタシェフ競馬厩舎Конюшни_Манташева（モスクワ、ベゴヴァヤ通り、1914年）
- モスクワ競馬場（ru:Центральный_Московский_ипподром）のジョッキークラブの建物（モスクワ、ベゴヴァヤ通り、1914年）
- ニジニ・ノヴゴロド・ショッピングアーケードのコンペ案（1914年）
- キシネマ・ブルナエフ科学工場付属集落およびA. I. ブルナエフの邸宅（1915年、キネシマ近郊）
- クバーニ・L.A. マンタシェフの地所への家屋建築計画（実現せず、1915 年）
- ボルシャヤ・キネシマ製作所の教会建設計画（実現せず、1916年）
- モスクワ文学サークル建設計画案（1916年、モスクワ、マラヤ・ドミトロフカ通り、実現せず）
- クラスノビドヴォ村・プスコフ製作所創立100周年を記念する礼拝堂（1916年）
- クリミア・コクテバル・セメント工場集落（1917年に部分完成）
- ダイナモ協会の百貨店の計画案（1917年、モスクワ、ルビャンカ広場、実現せず）
- キネシュマ・偉大な製作所「トムナ」の建物の建築複合体（1917年）
- モスクワ・メーデーのためのクレムリンと赤の広場の芸術的な装飾（現存せず、1918年）
- サトゥルスカ工場近接労働者定住住宅地計画（V.A.ヴェスニン、1919年）
- カールマルクスモニュメントコンペ設計案（彫刻家S. S. アリョーシンとA.A.ヴェスニン、V.A.ヴェスニン，モスクワ、劇場広場。1919年当選、途中資材不足で中断　1920年-1926年、着手されたが未完成）
- アクショーノフ群集劇「闘争と勝利」構想デザイン補（A.A.ヴェスニン、1921年）
- 舞台『フェードル』（1921年-1922年）
- ポドルスキー工場近接労働者定住住宅地計画（V.A.ヴェスニン、1922年）
- グロズネフティ労働者居住地の計画と開発に関するコンペプロジェクト（1922年、グロズヌイ、落選）
- 新しいモスクワ計画（La nouvelle Moscou, A.A.ヴェスニン、V.A.ヴェスニン, 赤の広場における建築プロジェクト、1922年）
- 新しいモスクワ計画レーニン地区低密度ハウジング計画（L.A.ヴェスニン，モス・ソビエト建築部にて）
- 労働宮殿(人民宮殿)設計競技３等当選案（ホテル・モスクワ再開発, 1923年）
- レニングラード・プラウダ本部社屋コンペティション案（A.A.ヴェスニン、V.A.ヴェスニン，ストラストノイ大通り沿い、1924年）
- 飛行機格納庫（A.A.ヴェスニン、V.A.ヴェスニン，1924年）
- アルコス社・ビル案（建築設計競技1等案だが実現せず、1924年）
- イヴァノヴォ＝ヴォズネセンスク都市造営（デザインチーフとしてL.A.ヴェスニン，1924年-1927年）
- イワノヴォ＝ヴォズネセンスク・人民の家コンペ案（1924年、落選）
- ヴァフタンのロジンおよびテレピン油工場（1924年）
- 天然鉱物中央研究所（V.A.ヴェスニン、1925年）
- モスクワ、ネグリンナヤ通り・デパートの計画案（1925年）
- モスクワ・中央電信ビル（Здание_Центрального_телеграфа）コンペ案（第2位に選出、1925年）
- イワノヴォ＝ヴォズネセンスク・サンスーシの人民の家（V.A.ヴェスニン、マリノフスキーの設計を引き継ぐ、1925年）
- イワノヴォ＝ヴォズネセンスク織物工場クラブ（L.A.ヴェスニン，1925年）
- キーウの旅客駅ファサードのプロジェクト案（1926年）
- ヴェルドロフスク・地域執行委員会社屋の計画（1926年）
- ニューマツェスタ・ホテル計画案（1926年）
- モストルグ・デパートЗдание_универмага_Мосторга_на_Красной_Пресне（ヴェスニン兄弟、1927年）
- クラスナヤ・プレスニャ (1927年-1928年)
- ミハルコフ、ロストキノ、オブディラロフカに建てる典型的労働者クラブのプロジェクト（1927年）
- イワノヴォーヴォンネセンスクIvsel銀行 (V.A.ヴェスニン、1927年-1928年)
- モスクワ映画俳優クラブハウス（1928年、A.A.ヴェスニン）
- ドニェフロストロイの調理工場建物（V.ヴェスニン，N・コーリ，オルロフ， S.マスリフのデザイン、1928年)
- スラハヌイ・労働者クラブ（アゼルバイジャン・アプセロン、ヴェスニン兄弟、1928年-1932年）
- バイロフ・労働者クラブ（アゼルバイジャン・バグー、ヴェスニン兄弟、1928年-1932年）
- ダイナモ百貨店 (OGPU) のプロジェクト案 (1928 年、モスクワ、スレテンカ通りとクズネツキー モスト通りの角）
- ニュー・マツェスタのサナトリウム（1928年）
- バクー・スラハニとバイロフに建設された労働者クラブのプロジェクト（1928年）
- モスクワ・V.I.レーニン図書館第1版コンペプロジェクト案（1928年、落選）
- セントロソユーズビル（Центросоюз）のコンペ案（1928年、モスクワ、ミャスニツカヤ通り）
- モスクワ前政治犯協会会館・政治犯のためのクラブ （ヴェスニン兄弟、1929年-1930年）
- ドニエプル・ドニプルストロイ水力ダム（建築設計競技当選、ヴェスニン兄弟チーム、1929年-1932年）
- モスクワ・V.I.レーニン図書館第2版コンペ案（1929年、落選）
- バクー・黒街労働者クラブ（1929年）
- クズネツク共同住宅計画案（1929年）
- ウクライナ・ハリコフ大衆行動ミュージカル大劇場案 （ヴェスニン兄弟、建築設計競技最優秀に選出されるも実現せず、1930年-1931年）
- クズネック住宅地計画 （ヴェスニン兄弟のドム・コムーナ設計、1930年）
- スターリングラード・ハウジングコミューン計画 （ヴェスニン兄弟のドム・コムーナ設計、1930年）
- リハチョフ工場文化宮殿（ヴェスニン兄弟、1930年）
- モスクワ・プロレタルスキー地区文化宮殿（1931年、部分的に建設実施）
- ジル工場リッハチェフ文化宮殿（自動車工場、現プロレタリア地区リハツェフ・クラブ 1931年-1937年）
- 中央懲罰流刑場（Поварская_улица#Центральный_дом_каторги_и_ссылки_(Театр_киноактёра)_(№_33)、モスクワ、ポヴァルスカヤ通り33番地、1931年）
- ソビエト宮殿建設コンペ案第1案（1932年）
- ステパン・ラージン・労働者クラブ案（アゼルバイジャン・バグー、ヴェスニン兄弟、1932年）
- ソビエト宮殿第2版コンペ案（1933年）
- モスクワ・オホートニー・リャド労働防衛サービス委員会の家屋コンペプロジェクト案（（1933年）
- モスクワ・V. I. ネミロヴィチ＝ダンチェンコ国立音楽劇場コンペ案（1933年）
- キーウ政府センターの計画と開発プロジェクト（1934年）
- コテルニチェスカヤ及びゴンチャルナヤ堤計画Котельническая_набережная（ヴェスニン兄弟とモイセイ・ギンズブルグ、1934年）
- モスクワ重工業省重工業プロジェクトコンペティション案（A.A.ヴェスニン、V.A.ヴェスニン，1934年）

- 赤の広場の重工業人民委員会の建物のコンペ案オプション I （1935 年）
- 赤の広場の重工業人民委員会の建設計画案、第 2 版および第 3 版（1936 年）
- パヴェレツカヤ地下鉄駅のコンペプロジェクト、2つのバージョン（1938年）
- ゴーリキイの記念鉄道駅「レーニンスカヤ」プロジェクト案（1939年）
- モスクワ・ザリャジエ（Зарядье）の第二人民委員会議院のコンペ企画、2つのバージョン案（1940年 - 1941年）
- モスクワ・全ロシア科学研究地質石油研究所（VNIGNI ）の建物（1947年）

## 概要
長男レオニードは芸術アカデミー卒業後、レオン・ベノワに師事。MVTU（モスクワ高等技術専門学校）、モスクワ建築大学にて教鞭を執る。M・パルヒン、L・ヴェリコブスキー、N・ポリャコープ、ローマン・クレイン、アレクサンドル・ブーロフらが大学時代に師事している。主に兄弟の総括と実務方面を専らとし、また都市計画方面の分野でも活躍。1930年以降は、ニコライ・アレクサンドロヴィッチ・ミリューチンの社会主義都市計画ソツゴロドを受けてロシア諸都市の地域計画マスタープラン作成に兄弟らは参加していく。
レオニードは1933年10月、ソビエト宮殿コンペでの結果で構成主義が終焉を遂げる直後に死去。その後彼が住んでいたモスクワの旧市街（旧Denezhny Lane）は、1933年から1991年にかけて名を馳せる。
次男ウイクトルはサンクトペテルプルクの民間技術大字を卒業。ヴフテマス、MVTUで教鞭を執る。ヴフテマスでは1924年ごろ自身らのスタジオが開設。技術分野に明るく、産業建築家として数多くの産業建築を残した。1929年には「新都市建設の条件」を発表。このころから都市計画分野の仕事を多く手がけ、学校のスタジオでも新都市の計画の課題を多くとりあげていた。
ウイクトルはスターリン主義建築が蔓延しはじめたソビエト宮殿のコンペ後には、スターリンの観念における役割を保持してさらに迎合した唯一の構成主義建築家であった。さらに1932年から1938年まで、過去の建築独立団体をすべて置き換えた国営組合であるソビエト建築家協会議長を務めた。同期間では、重工業省兵站の建築についてグリゴリー・オルジョニキーゼに直接報告するような立場であるソ連の工業化のためのチーフアーキテクトといった、国民経済化において、最高峰の一流建築家の後継と化す。
彼はアルバート・カーンにも協力、1942年にカーン死去した後、カーンの未亡人に哀悼の意を表明した唯一のソヴィエト人でもあった。ヴェスニンスタジオの卒業生であるアナトリー・ステパノヴィッチ・フィセンコ（Anatoly Fisenko、Фисенко,_Анатолий_Степанович、1902-1982、1925年のMVTUクラス在籍）はソ連当局とカーンの会社の間にはいって、カーンのモスクワ事務所を拠点にして、地元学生を大勢訓練することを密かに任命されていたが、フィセンコが逮捕された1932年にカーンと破局後、フィセンコが刑務所で半年を費やしたので、第二次世界大戦前にフィセンコによって監理されていたGosproyektstroy-1（後のMetallostroyproyekt）における実質的にすべてのソビエトの冶金プラント、ゴーリキーAuto Plant、ジグリ水力発電所およびその他の最優先産業団地はウイクトルによって監修された。
こうした仕事は軍事産業で高評価を受け、自身を国内トップの立場に立たせただけでなく、実際の建築設計や公共職業生活からの脱却をも意味していた。
彼のデザインプロセスへの関与、ソビエトにおけるカーンとのパートナーシップの働き、アメリカのデザイン技術の「借用」といった手腕は、公式公開されたものであったにもかかわらず、当時西側への認知の限界からか、一般には知られていないままである。
1939年から1949年まではソ連建築アカデミー初代総裁をつとめた。
RIBAゴールドメダルを1945年、受賞。
三男のアレクサンドルはベテルプルク民間技術大学卒業。モスクワにあるいくつかの芸術工房でも学び、ウラジーミル・タトリンにも師事した。ウイクトルとともに1908年から2年間ほど、ボリス・ヴェリコフスキー（Великовский,_Борис_Михайлович）の事務所で助手をつとめている。
独立後はヴフテマスでも教鞭を執る。当時の教え子にはイワン・レオニドフなど。インフク（InkhukまたはInhuk, 芸術文化研究所：ИНXУK (Инхук) = Институт Художественной Культуры）の会員であり現代建築家同盟議長もつとめた。芸術集団「オクチャープリ（十月）」、「レフ」の会員。劇場芸術・舞台美術も手掛け､1923年にモスクワで上演された演劇「木曜だった男」の舞台セットはつとに有名である。また、「5×5=25」展にも、アレクサンドル・ロトチェンコ、バーバラ・ステパーノヴァ、アレクサンドラ・エクステルらとともに出展参加する。
スターリン主義建築台頭後は積極的な職業生活からは距離を置く、おそらく当時のスタイルに溶け込めない、あるいはそれらに望みを持っていなかった。
彼の最後の公式デザインの仕事は、1940年代から第二次世界大戦までの間に、1920年代初頭からモスクワのザリャディーに鎮座した政府建物のように時代遅れが蔓延するシムケントに建築される、その場しのぎの新しい労働者街の防衛工場のためのそれで、1961年に初めて一般市民に公開されるこれらに彼なりのベストを尽くした他、空き時間は中央アジアで主要となるであろう多くの建築案をキャンバスに描いていた。
第二次大戦後は、1950年まで石油産業省（現ロスネフチ）のチーフアーキテクトの称号を授かっていたが、建築界からは引退していた。
ヴェスニンワークフロー

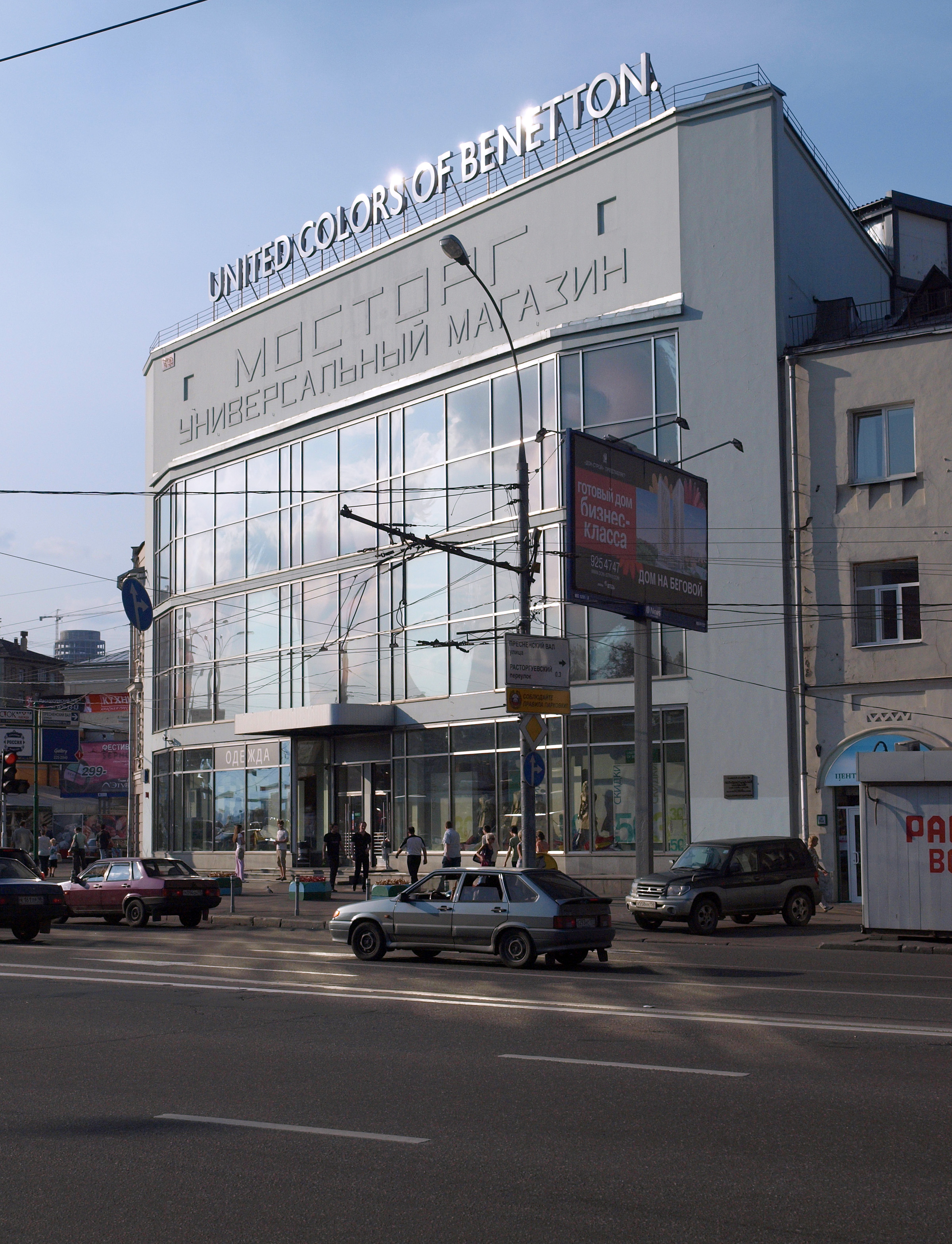
1927年Presnensky地区のデパート (2008 photo)

ソビエトの建築批評家たちは、相違かつ高度に相補的な3つの豊かな人材を、歴史的でプロフェッショナルな個性の融合とみる。ヴェスニンスタジオの卒業生とアーカイブの研究によるナタリア・ヴェスニン（ウィクトルの未亡人）の文献は、各学者が各兄弟の関りと作業プロセスを再構築することを可能にした。ロシアの建築史家セリム・カーン＝マゴメドフ（Khan-Magomedov）によると、兄弟は1927年までに業務のワークフローは、つぎのように各兄弟の明確な役割に結実化したとする。
通常、アレクサンドルは初期の芸術的概念を共有し、建物の外観をスケッチ、レオニードが管理機能：フロアプランと建物内の機能部品や内部通信物を担当、アレクサンドルやレオニードとは別に暮らして働いていたウィクトルは設計後半の段階で悪魔の代弁者となって、中間案の弱点を突き止めるようであったらしいが、レオニードもウィクトルも、アレクサンドルの全体的な外見と構成を確定する上では疑問を呈しない、といった感じだったようである。そして兄弟は多数の学生の助手を雇うが、明確に自身らの才能を優先していた。実際、自分の創造的なアイデアを発揮した学生はすぐに解任された。ヴェスニンたちのクレジットによって、学生らが掲げたアイデアをプロジェクトに取り入れたことはないのである。
石油産業のための仕事
アレクサンドルは、1927年から1928年にかけて実施されたアルコス (ソ連)労働会館コンペで、このときのコンペ案が過去のスタイルでそびえ立つ、不格好で平凡な「建設的なスタイル」の蔓延に、自身も責任を感じていた。兄弟による新しい案は、パビリオン組成物を建物の機能に応じて、別々のボリュームに建物を分割するアプローチを考え、それは1928年のレーニン図書館のコンペ案設計で発表された。但しコンペの結果は両方ともウラジミール・シューコの案に奪われた。
ヴェスニン兄弟による最初の具体化された構成主義者の働きかけは、1925年にバクー郊外の新労働者街案で発表。これによってヴェスニンらはソ連の石油産業との永続的な関係を築いた（主にアゼルバイジャンに関して）。
1928年には、バイロフ、シュラクサニ、バクーのBlackセツルメントに3つの労働者クラブの建築を担当。3人すべてがパビリオンの構成に拘わった。これらの非対称的な建物には、東洋的な特徴は見られなかったが、その低い水平なアウトラインは、中世のイスラム教徒都市に合わせて作られていた。
第二次世界大戦後にはウィクトルやアレクサンドルらの工房は、しばらく石油産業省専任で働いていた。
パブリック・コンストラクティスト・ビル
1927年、Presnensky地区にある兄弟によってモスクワに実際建設された最初のデパートであるパブリック・コンストラクティスト・ビルは、1925年のTsum百貨店の案をスケールダウンされたクローン案であった。それは、鉱物資源内研究所建物が続いたZamoskvorechye地区（1928）とPovarskaya劇場通りに面する（1929年から1930年にかけて設計され、1931年から1934年に完成 ）。
ドニエプル発電所
ドニエプル水力発電所のダムがすでに設置されていた1929年に、州は発電所管理棟の建築設計競技を発表。当初わずかな工業用建物を建てる程度であったのだが、後このコンペが国最優先レベルの水準まで上昇。モスクワ・クレムリンには募集要綱が掲示され、フロアプランと寸法（長さ約200メートル、高さ20メートル）が事前に設定された。背が高く堤体長も長いダムが鎮座していたので、建物が視覚的な配慮を意図されるべきところは、縦長のバットレスのパターンとの調和である。
ウィクトルはこの大会だけに参加。彼らのライバルはすべて列、アーチ、または湾の窓のリズミカルなパターンで200メートルの壁を分割しようとした。ヴェスニンらは、これとは対照的に、ダムによって小さくなってしまうとして、自信を持って垂直パターンは完全に排除。代わりに、平らな花崗岩で覆われた壁を、建物のほぼ全長を走るガラスの水平バンドで切断。審査は競技の最終段階（1930年1月）では、ヴェスニンとイワン・ジョルトーフスキーの両者の案しか考えられていなかったが、専門家内で案の決定が分かれていた。ヴェスニンらの構造は非効率的かつ過体重とみなされ、対してジョルトールスキーのルネサンススタイルは受け入れられないと考えられた。エンジニアリングの問題は現状ではさておき後でブラッシングできる、とアベル・イェヌキゼ (Avel_Yenukidze) が委員長を務めた委員会（アナトリー・ルナチャルスキー、アレクセイ・シューセフなど）は、最終的にヴェスニンを選出し契約。その後スタイルについて兄弟らが衝突し、第二次世界大戦時ウィクトルとザポリージャ市らが元の設計を破棄して発電所案を再構築し、監理を再開した。
ハリコフ
兄弟は、ウクライナ、特にハリコフでの契約をねらい引き続き競う。1930年、彼らはGzerromビルの向かいにあるジェルジンスキー広場のCooperationビルとGovernmentビル設計入札に参加。彼らの案は、審美的には最高とみなされたが、高い見積費用のため実行されなかった。
また、1930年には、客席6,000人規模となるハリコフ劇場の国際設計大会で入賞、ヴェスニン兄弟が図面を作成する契約を獲得したものの、彼らはアルカディ・モルドヴィノフ (Arkady_Mordvinov) と彼の属するVOPRAの仲間によるOSAグループに対しての配慮や、厳しい批評家および他の定評のある建築家らとの軋轢をコントロールすることを余儀なくされただけでなく、"チーム"間の摩擦は、長年の建設を遅らせたのである。プロジェクトは、ウクライナの首都がハリコフからキーウに移ったときに放棄された。
リッハチェフパレス

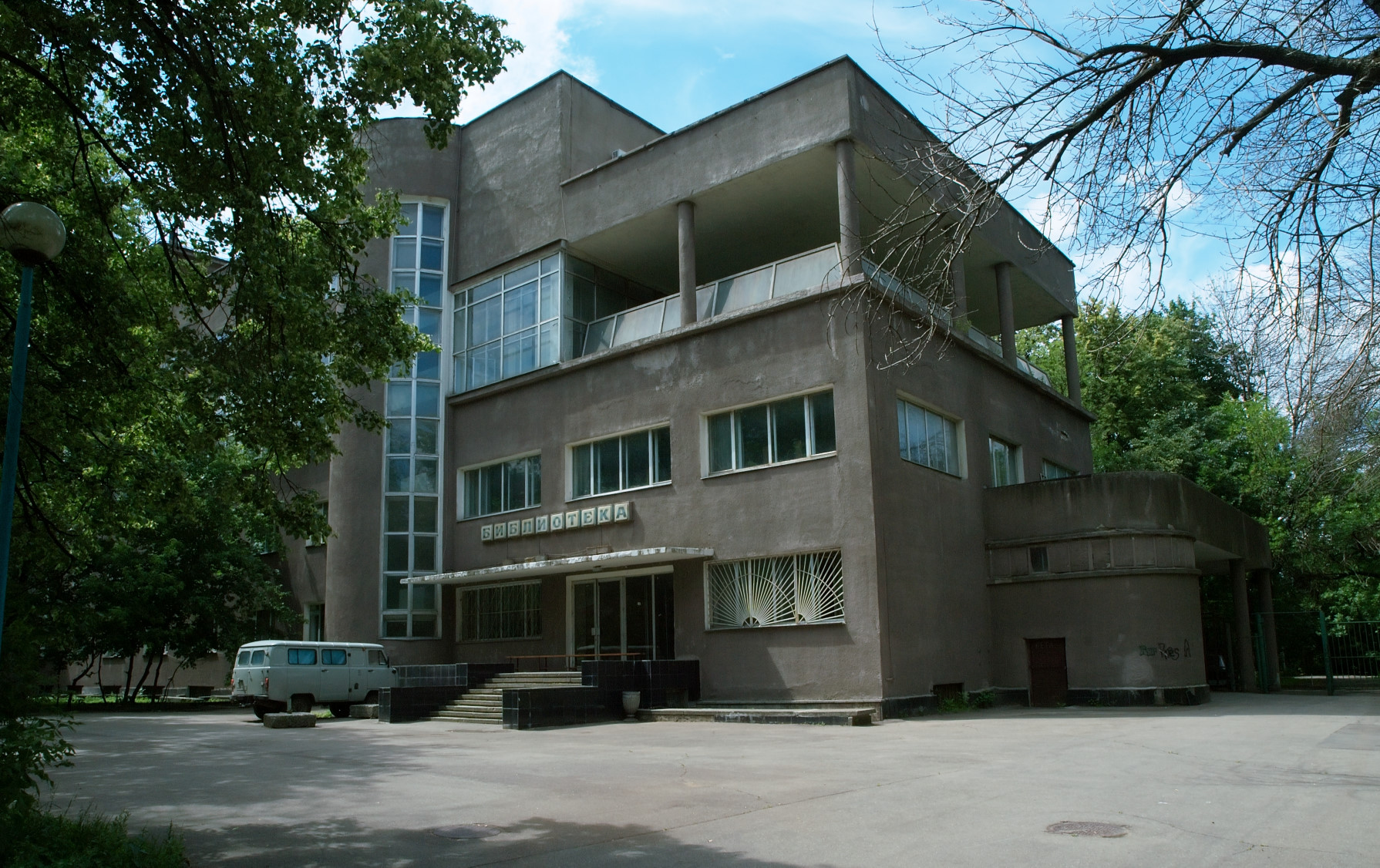
リッハチェフパレスの図書館棟、1933-1937（2008写真）

1930年に解体されたシモノフ修道院の敷地に建設される、プロレタルスキー地区の文化パレス（Дворец_культуры_ЗИЛа）建設のための設計公募に他が参加せず、競技結果は、設計者は兄弟にすんなり授与される、という兄弟が明確な勝者になったこととして終わった。
彼らの当初の提案はル・コルビュジエのアイディア「近代建築の五原則」の影響を受けて、複雑なT字型の公共空間の構築-二つの建物で構成し、劇場ホール、大規模なダンススペース、200,000冊（84冊）ライブラリと冬の庭園（4万席のメイン・シアター）がみられる。ハリコフ演劇案に基づく劇場案は、実現しなかった。
小ホールは1933年に開館され、1937年まで公共施設建設が牽引された。スターリン主義のファサードによって強化されたこの時期の他の構成主義的建造物とは異なり、この文化宮殿は1930年発表の案と正確に一致した完成をみた。第二次世界大戦後にその外観は、実際には変更されたが、スターリン主義の追加はすべて、1970年代に止められた。
その歴史の大部分にわたってZILによって運営されているこの建物は、リチャハク文化パレスとして知られている。
ソビエト宮殿とナルコムジアジプロムコンペ案
兄弟は、1932年から1936年までの公共建築競技（モスクワとウクライナのキエフでのSTOの建設、ソビエト宮殿、ナルコムジアジプロム（Narkomtiazhprom）ビル）にも積極的に参加したが、当選は復興主義の建築家が独占した。
アレキサンドルとウイクトルは、若いリバイバル建築家セルゲイ・ラスチェンコと実用的建築案で応募。
兄弟はソビエト宮殿競技第3ラウンド（1932年）に招待された13チームの1つに選出された。スカイウォークギャラリーでつながった円筒形とプリズム形の複雑な構成は、以前のソビエトの宮殿建築から借りてきたもの。前出のカーン＝マゴメドフによると、それはラドルフスキーとギンズブルクら競合する近代主義者のエントリー案にもわずかに劣っていたとしている。 
その提案を再設計する第四（そして最終の）ラウンドにむけて、今回は、建物のすべての部分を単一のモノリシックなボリュームに統合した。明らかに軽蔑していた "建設的なスタイル"で、構成主義者のスタイリングとスターリニストの建築を、より適切な記念碑的な構成で融合させたのである。
重工業人民省（ナルコムジアジプロム）用ビルコンテストでも同じパターンが続いた。最初の（1934年）草案は、スカイウォークで結ばれた4つのガラスの高層ビルを提案した。ツインタワーの代用型を使用し個人的に実証した後は1936年にリアスシェンコが典型的に抱合させたシングルスター型を比較的広範なタワー型に切り替えて社会主義リアリズムの彫刻と擬似古典的なアーチで挑む。これらのデザインはどちらも認知を得ることはできなかった。
おそらく、1932年以降ヴェスニンらに与えられた唯一の目立つ公的プロジェクトは、モスクワ地下鉄Paveletskaya-Radialnaya駅の設計である。しかし、戦時中のコスト削減のために、駅は設計と異なる一時的な形で建てられた。さらに1950年から1952年にかけて、アレクセイ・ドゥーシュキンによる新しいデザインに再変更された。
ウイクトルとアレクサンドルの協働も、1930年代後半には解消している。